# Гулбене
Гулбене (произношение) (на латвийски: Gulbene) е град в източна Латвия, намиращ се в историческата област Видземе. Градът е административен център на район Гулбене и се намира на 186 km от столицата Рига.

## История
През 10 – 11 век латгалийците населяващи района на Гулбене издигат твърдина на един хълм близо до река Крусталице. Около укреплението започват да се заселват хора и населеното място бързо се превръща в център на района.
За първи пут Гулбене е споменат през 1224 под името Гулбана като част от документ уреждащ подялбата между Ливонския орден и архиепископа на Рига Албрехт фон Букстховен. По това време районът е част от рижката епископия и получава немското име Шваненбург (на немски: Schwanenburg).
През 1340 архиепископ Фридрих Банер заповядва на 2 km от сегашния център на Гулбене да се построи крепост, която да брани района от постоянните набези на Великото московско княжество. Въпреки взетите мерки за укрепване на защитните стени и крепостта те не успяват да удържат напора на руснаците и през 1577 по време на Ливонската война градът е превзет. Някои от жителите се спасяват, успявайки да напуснат града, други загиват, а трети изселени от района. Разрушеният тогава замък повече никога не е построен, а районът е напълно обезлюден.
По време на шведското управление на Ливония крал Густав II Адолф отдава Гулбене на генерал Густав фон Хьорн. Вследствие на това в района отново започват да се заселват хора.
През 1802 районът става собственост на барона на Волф, в града се разкрива първото училище, а самият град е преименуван на Стария Шваненбург (на немски: Alt-Schwanenburg). Върху руините от някогашната твърдина е построена лутеранска църква, която е осветена и отворена през 1843.
През 1903 е разкрита теснолинейната линия Плявиняс (тогава Щокмансхоф) – Гулбене (тогава Алт-Шваненбург) – Алуксне (тогава Мариенбург). Гарата в Гулбене е пригодена за товарително-разтоварителна работа и в нея са поставени множество съоръжения, които максимално да улесняват работата. Гарата в Гулбене се разкрива с помощта на барона на Волф, който успява да убеди руските царисти да се построи товарителна гара точно тук, а не както първоначално било замислено в Стамериене, въпреки че Стамериене също влизал в неговите владения.
По време на Първата световна война през 1916 теснолинейната линия Плявиняс-Гулбене е сменена с широколинейна (1524 mm) и е разкрита нова линия Иерики-Абрене. Гулбене бързо се развива като важен транспортен център в областта. През 1926 е открита сградата на железопътната гара, построена по проект на Петерис Федерс, която и до наши дни продължава да бъде една от най-големите в цяла Латвия.
През 1928 година Гулбене получава статут на град.
По време на Втората световна война на два пъти Гулбене попада на фронтовата линия, поради което на града са нанесени големи щети. Първият път е когато на 3 юли 1941 немските сили минават през Гулбене в настъпление. При отстъплението им през 1944 фронтовата линия се връща до линията Алуксне-Гулбене, която е мината от Червената армия след нейното успешно стратегическо преминаване през Тарту в Естония. На 28 август 1944 градът е превзет от руските военни части.
По време на бомбардировките извършение над града от съветските авиционни сили почти целият град е унищожен заедно с железопътната гара. Благодарение на запазените основи на сградата и оцелелите първоначални чертежи и планове гарата е възстановена в пълния си блясък и изглежда така както, когато е открика през 1926.

## Култура и туризъм
Гулбене е популярен туристичеки център, предлагащ на посетителите множество примери за съвременна архитектура и произведения на изкуствата. Въпреки че по време на двете световни войни градът е почти изцяло унищожен впоследствие Гулбене е възстановен, а някои старинни забележителности реставрирани. Като много други градове в Латвия, така и тук могат да се видят типични лутеранска и католическа църкви.
В града активно се развива и спорта. Гулбене има собствен баскетболен отбор Гулбенес Буки, който играе в професионалната латвийска баскетболна лига. Реките Гауя, Тирза и Педерзе се използват за развиването на водни спортове, основно академично гребане и кану-каяк. Около тях са създадени и паркове както за жителите, така и за множеството гости на града.

## Побратимени градове
- Тем, Дания